# Koço Tasi
Koço Tasi (nevének ejtése kɔt͡ʃɔ tasi; Leusa, 1889. május 15. – Tirana, 1966. május 15.) albán politikus, jogász. 1921 végén rövid ideig Albánia igazságügyi minisztere, majd egy napig közmunkaügyi minisztere volt.

## Életútja
Dél-Albániában, a Përmethez közel eső Leusában született, öccse, Akile Tasi (1891–1961) később maga is politikus lett. Tizennégy éves korában, 1903-ban kivándorolt Romániába, majd onnan 1906-ban az Amerikai Egyesült Államokba utazott, és ott telepedett le. Jogi képesítést szerzett, majd Albániába visszatérve 1913–1914-ben ügyvédként praktizált.
Később csatlakozott hazája politikai köreihez, 1921-től 1923-ig az albán nemzetgyűlés képviselője, a néppárti frakció tagja volt. Ezzel párhuzamosan 1921 júliusa és októbere között Iliaz Vrioni második kormányában a belügyminiszter-helyettesi feladatokat látta el Sylejman Delvina irányítása alatt. Ezt követően Pandeli Evangjeli 1921. október 16-a és december 6-a között működő kabinetjében az igazságügyi tárcát vezette, Qazim Koculi egynapos kabinetjében pedig a közmunkaügyi miniszteri tisztséget kínálták fel neki. 1924 tavaszán Përmetből támogatta az Amet Zogu hatalma ellen szervezkedő, Fan Noli vezette júniusi forradalmat. Miután a forradalom elsöpörte Zogut a hatalomból, a Noli-kormány Tasit Gjirokastra prefektusává nevezte ki.
1924 decemberében azonban Zogu jugoszláv katonai segítséggel visszaszerezte a hatalmát, így Tasi az emigrációt választotta, 1941-ig Görögországban élt. Eleinte az albán határ közelében, Joáninában telepedett le, de miután 1931-ben a görög hatóságok neszét vették, hogy Tasi emigráns honfitársai körében, a különböző hazafias csoportosulásokat egyesítve Zogu-ellenes felkelést készít elő, egy belső-görögországi lakhely kiválasztására kötelezték. Ezekben az években elsősorban intellektuális kedvteléseinek szentelte életét, többek között kidolgozott egy elméletet „a keresztény társadalmakról”, valamint összeállított egy albán etimológiai szótárat és egy albán–görög szótárat.
1941-ben visszatért a megszállás alatt állt Albániába, és 1942-től 1944-ig a miniszterelnöki hivatal törvényességi felügyeletét látta el. 1944-ben a németek kivonulása után megtették az állami kárfelmérő bizottság elnökének. 1944. november 17-én aztán a kommunista hatóságok letartóztatták, 1945. április 13-án zárult politikai büntetőperében életfogytiglani szabadságvesztésre és kényszermunkára ítélték. 1964-ben szabadult börtönéből, ezt követően Shkodrában telepedett le, de alig két év elteltével, hetvenhetedik születésnapján elhunyt.